# August Wilhelm Martin Treplin
August Wilhelm Martin Treplin (* 1840 in Parchen, Provinz Sachsen; 1917 in Hademarschen, Holstein) war ein deutscher evangelischer Pastor und Propst.

## Leben
August Treplin wuchs mit zwei Brüdern im sächsischen Bauerndorf Parchen bei Magdeburg auf. Seine Eltern waren der dortige Pastor Carl Wilhelm Treplin (1807–1891) und seine Ehefrau Sophie, geborene Brenning. Wie seine Brüder besuchte August Treplin das Domgymnasium Magdeburg und studierte nach dem Abitur Theologie in Halle (Saale). Während seiner Studentenzeit trat er in das Corps Neoborussia Halle ein. Dem Vikariat in München-Gladbach schloss sich 1869 eine Tätigkeit als Hilfsgeistlicher im damaligen Hamburger Villenvorort Hamm an. Auf Einladung des Kaufmannes Valentin Lorenz Meyer verbrachte Treplin das Weihnachtsfest 1869 in dessen Hammer Villa und lernte dort die achtzehnjährige Tochter Caroline Louise Meyer (1851–1937) kennen, mit der er sich im Frühjahr 1870 verlobte. Treplin wechselte nach der Verlobung als Hilfsgeistlicher nach Altona, wo die Betreuung im Deutsch-Französischen Krieg Verwundeter zu seinen seelsorgerischen Aufgaben gehörte. Diese Aufgabe ließ ihn ernsthaft erkranken, woraufhin er seine Stelle verlor und eine deutlich schlechter bezahlte im weiter entfernten Schleswig annehmen musste. Nach etlichen erfolglosen Bewerbungen in Hamburg und ganz Schleswig-Holstein wurde Treplin 1872 die Pfarrstelle im holsteinischen Hademarschen übertragen, wobei der Hanerauer Gutsherr Heinrich Wachs als Patron der Kirche der Einstellung zustimmen musste.
Neben der Arbeit in der Kirchengemeinde, zu der auch die Bewohner umliegender Dörfer gehören, wirkte Treplin als Oberschul- und Kreisschulinspektor. An der 1880 gegründeten Höheren Töchterschule in Hanerau sowie an der 1904 gegründeten Landwirtschaftlichen Haushaltungsschule erteilte er Religionsunterricht. Eine weitere Zuverdienstmöglichkeit ergab sich durch Veröffentlichungen in christlichen Blättern. Auf Zuverdienst war Treplin angewiesen, da er ein Drittel seines Einkommens an seinen Amtsvorgänger, dem er bis zu seinem Tod unterhaltspflichtig war, abtreten musste. Im Jahr 1892 wurde Treplin Propst der Propstei Rendsburg. Mit seiner Ehefrau gründete er 1901 eine Schwesternstation, die zwei Krankenschwestern beschäftigte und durch Spendengelder finanziert wurde.
Nach ihrer Hochzeit am 1. Mai 1872 wurden die Eheleute Treplin zwischen 1873 und 1889 Eltern von zehn Kindern, von denen eines im Säuglingsalter starb: Henriette, verh.Ohrt, (1873–1915), Lorenz (1875–1952), August (1876–1921), Wilhelm (1878–1878), Fanny (1879–1953), Marie, verh. Niebuhr, (1881–1972), Helene, verh. Schomerus, (1882–1954), Hans (1884–1982), Otto (1886–1950), Harro (1889–1968). Ein weiteres Kind – Louise († 1933) –  wurde 1900 geboren.
Treplin starb 1917. Beerdigt wurde er im Familiengrab auf dem Hademarscher Friedhof. Sein Amtsnachfolger wurde sein Sohn Hans Wilhelm, der von 1917 bis zum Eintritt in den Ruhestand 1955 als Hademarscher Pastor wirkte. Damit gab es dort 83 Jahre lang einen Pastor Treplin.

## Ehrungen
Die Gemeinde Hanerau-Hademarschen ehrte Vater und Sohn Treplin – auch der Sohn Hans Wilhelm war ab 1947 Propst der Propstei Rendsburg – mit der Widmung eines Weges, der zur St. Severin-Kirche führt, als Propst-Treplin-Weg.